# Latoya Brulée
Latoya Brulée (Eeklo, 9 december 1988) is een wielrenster uit België.
In 2009 wordt Brulée tweede op het Belgisch kampioenschap wielrennen voor dames elite achter Ludivine Henrion. Dat jaar wordt ze ook tweede op het Belgisch kampioenschap tijdrijden voor dames elite, in 2010 wordt ze derde bij de tijdrit.
In 2013 rijdt ze op de Wereldkampioenschappen wielrennen in Florence, en finisht ze in de wegwedstrijd als 26e.